# Aserca Airlines
Aserca Airlines of Aero Servicios Carabobo is een Venezolaanse luchtvaartmaatschappij met thuisbasis in Valencia.

## Geschiedenis
Aserca Airlines is opgericht in 1990. In 2001 werd 65% overgenomen door Santa Barbara Airlines.

## Bestemmingen
Aserca Airlines voert lijnvluchten uit naar: (zomer 2007}
Binnenland:
- Barcelona, Barquisimeto, Caracas, Maracaibo, Maturín, Porlamar, Puerto Ordaz, San Antonio, Santo Domingo, Valencia

Buitenland:
- Aruba, Curaçao, Santo Domingo.

## Vloot
De vloot van Aserca Airlines bestaat uit:(januari 2008)
- 24 Douglas DC9-30